# Harry von Zell
Harry von Zell (* 11. Juli 1906 in Indianapolis, Indiana; † 21. November 1981 in Woodland Hills, Kalifornien) war ein US-amerikanischer Sänger, Hörfunk- und Fernsehsprecher und Schauspieler.

## Leben
Von Zell begann seine Karriere nach dem Besuch der University of California 1927 als Sänger und Ansager im Radio, unter anderem für Bing Crosby. In den 1930er Jahren arbeitete er auch als Sänger mit dem Jazzmusiker Charlie Barnet. Eine bekannte Anekdote ist, dass er 1931 durch einen Versprecher den amerikanischen Präsidenten Herbert Hoover „Hoobert Heever“ nannte. 
Mit der Zeit wurde Von Zell zu einem bekannten Moderator im amerikanischen Radio und Fernsehen. In den 1940ern war er für neun Jahre der Ansager der Radioshow von Eddie Cantor. Später wechselte er zum Fernsehen. Seine größte Bekanntheit erreichte er als Partner und Ansager des Komiker-Ehepaares George Burns und Gracie Allen in deren Fernsehsendung Burns-Allen-Show (1951–1958), auch in der George-Burns-Show (1958–1959) mit Burns alleine übte er diese Funktion aus. Sechs Jahre war er beim CBS angestellt. Im Laufe seiner langen Fernseh- und Radiokarriere arbeitete er auch mit Fred Allen, Phil Baker, Dinah Shore und Joan Davis; nach seinem Tode wurde er in die National Broadcasters Hall of Fame aufgenommen.
Daneben wirkte Von Zell als Schauspieler zwischen 1935 und 1980 in mehr als 40 Filmen und Fernsehserien mit, wobei er häufig sich selbst spielte und mitunter auch nur mit seiner dem damaligen amerikanischen Publikum wohlbekannten Stimme zu hören war. Er spielte einige komödiantische Nebenrollen, etwa als Captain Eliot in der Kriegskomödie You’re in the Navy Now (1951) neben Gary Cooper oder auch als Bankier in der Westernkomödie Bleichgesicht Junior (1952) an der Seite von Bob Hope und Jane Russell.

## Filmografie (Auswahl)
- 1935: Radio Rhapsody (Kurzfilm)
- 1945: It’s in the Bag!
- 1945: Onkel Harrys seltsame Affäre (The Strange Affair of Uncle Harry)
- 1946: Till the End of Time
- 1947: The Guilt of Janet Ames
- 1949: Dear Wife
- 1950: Faustrecht der Großstadt (Where the Sidewalk Ends)
- 1950: Vorposten in Wildwest (Two Flags West)
- 1951: Call Me Mister
- 1951: You’re in the Navy Now / Alternativtitel: U.S.S. Teakettle
- 1951–1958: The George Burns and Gracie Allen Show (Fernsehserie, 267 Folgen)
- 1952: Happy-End … und was kommt dann? (The Marrying Kind, Sprechrolle)
- 1952: Bleichgesicht Junior (Son of Paleface)
- 1958–1959: The George Burns Show (Fernsehserie, 24 Folgen)
- 1960–1961: Bachelor Father (Fernsehserie, 5 Folgen)
- 1962/1963: Perry Mason (Fernsehserie, 2 Folgen)
- 1966: Völlig falsch verbunden! (Boy, Did I Get a Wrong Number!)
- 1968: The Wicked Dreams of Paula Schultz
- 1975: Ellery Queen (Fernsehserie, Folge 1x00)